# (2124) Nissen
(2124) Nissen (1971 XB; 1950 BE1; 1950 DX; 1951 KB1; 1954 DA; 1961 AL; 1969 EV1) ist ein Asteroid des äußeren Hauptgürtels, der zur Eos-Familie gehört und am 20. Juni 1974 am Felix-Aguilar-Observatorium entdeckt wurde.

## Benennung
Der Asteroid wurde nach Juan Jose Nissen (1901–1978) benannt. Er war der erste Direktor des Felix-Aguilar-Observatoriums, ein früher Direktor des Córdoba-Observatoriums und Abteilungsleiter am Observatorio Astronómico de La Plata.